# Кросс-медийная журналистика
Кросс-медийная журналистика (англ. crossmedia journalism) — предполагает использование более чем одного СМИ, как аналогового так и цифрового. Контент может транслироваться на различные устройства, такие как: КПК, мобильный телефон, телевизор. Суть кросс-медиа в том, что один и то же контент может распространяться по различным платформам.
Термин «кросс-медиа» можно считать синонимом «мультимедийной журналистики», так как они оба указывают на создание журналистского продукта как минимум для двух медиа.

## Возникновение кросс-медийной журналистики
Современные технологии коммуникации и распространения информации стремительно меняются. Развитие интернета создает новое пространство и новые возможности для потребления и популяризации информационного продукта. Текст как единица содержания подвергается дигитализации, то есть переносится в цифровое пространство.
Предпосылками для развития кросс-медийной журналистики стали:
- упадок «старых медиа» (традиционные газеты, радио, журналы, ТВ стали не единственными каналами, где можно получить оперативную, полную информацию)
- новые каналы коммуникаций: цифровые (текст, аудио, видео), интернет (веб-страницы, почта, блоги, RSS и так далее);
- появление новых медиа (интернет-СМИ, цифровое вещание, создание персонализированного контента);
- интерактивность: статистика посещаемости даёт понятие о том, что желают люди. Пользователи могут принимать участие в создании контента.

Первые кросс-платформы возникли десять лет назад в результате развития новых технологий, резкого спада интереса к традиционному телевидению и документальному кино. В попытке удержать зрителя такие прогрессивные каналы, как британский Channel 4, шведский SVT, франко-германский Arte, создали свои кросс-платформы, а пользователи активно им в этом помогали.

## Уровни кросс-медиа
Гэрри Хейс выделял четыре уровня кросс-медиа: Сrossmedia 1.0, Сrossmedia 2.0, Сross -media 3.0 и Сrossmedia 4.0.
1. Сrossmedia 1.0 — Pushed (англ.выдвигать, толкать). Одинаковый или с незначительными вариациями контент размещается на разные медиаплатформы в различных форматах.
2. Crossmedia 2.0 — дополнительный" контент создается одновременно с основным и распространяется на платформы, которые отличаются от основных и редакционно от них не зависят.
3. Crossmedia 3.0 — автор специально структурирует историю для разных медиаплатформ с целью усиления воздействия на аудиторию. Контент, размещенный на одной платформе, является своеобразным «мостиком», который побуждает потребителя перейти на другую медиаплатформу.
4. Crossmedia 4.0 — предусматривает нелинейное распределение контента между многими платформами, создание условий своеобразной игры, когда участник живёт выбирая собственный путь развития истории. Crossmedia 4.0 объединяет элементы первых трех уровней, является более динамичным, поскольку автор кросс-медийного проекта должен «жить» в истории вместе со своей аудиторией и играть с аудиторией на её условиях[3].

## Последствия для журналиста
Кросс-медийные процессы имеют для журналиста несколько весомых последствий:
1. теперь журналист должен научиться работать для различных платформ, чтобы работая с содержанием, предложить его и газете, и информагентству, и телеканалу;
2. изменились требования к журналисту. Обязательным является понимание специфики адаптации контента для каждой платформы, умение работать с различными цифровыми носителями. Нередко при этом приходится совмещать роли автора, фотокора, телеоператора, звукорежиссёра;
3. кросс-медийность СМИ порождает новые интегрированные жанры такие как инфотейнмент. Сегодня сочетание новости с развлечением или игры с обучением никого не удивит, и это только начало пути кросс-медийных жанров[4].